# Libanon (pohoří)
Libanon (arabsky جبل لبنان, francouzsky Mont-Liban) je pohoří ve státě Libanon. Táhne se přibližně 160 kilometrů severojižním směrem podél pobřeží Středozemního moře. Na jeho západní straně se nachází libanonské pobřeží, na východní straně údolí Bikáa. Jeho nejvyšší horou je Kurnat as-Saudá, vysoká 3 088 metrů nad mořem. Je tradičně osídlen křesťany (zejména maronity), s drúzskou menšinou.